# Folwark
Folwark (en bielorruso: фальварак, Falvarak; en alemán: Vorwerk; en lituano: Palivarkas) es una palabra polaca para un tipo de granja operada por siervos (un tipo de latifundio), a menudo de gran tamaño. Eran habituales en el Reino de Polonia del siglo XIV y en el Gran Ducado de Lituania desde el siglo XV, así como en la subsiguiente Mancomunidad de Polonia-Lituania, y después de las particiones de Polonia en el Imperio ruso hasta comienzos del siglo XX. Su propósito era producir un superávit agrícola para exportación. Los primeros folwarks fueron creados en posesiones de iglesias y monasterio. Más tarde  este modelo fue adoptado por la nobleza (szlachta) y los campesinos ricos (sołtys), las propiedades de los últimos tendieron a caer en manos de la szlachta.

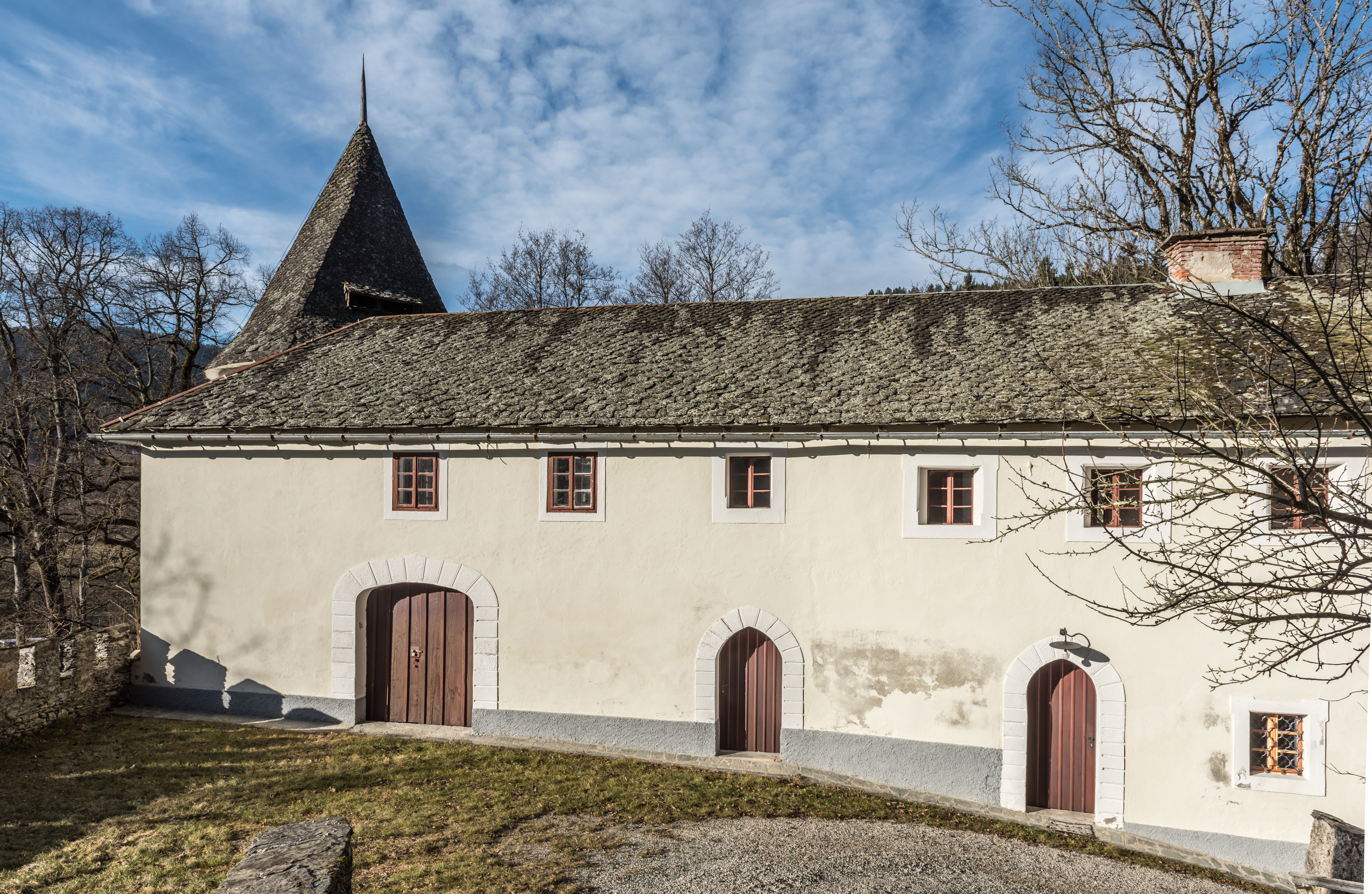
Folwark en Frauenstein, Carintia, Austria

## Historia
El término "folwark" entró en la lengua polaca en el siglo XIV desde alemán "Vorwerk", originalmente designando un baluarte exterior (vorwerk literalmente significa obra avanzada) de un castillo o, tardíamente, una casa solariega que dirigía una propiedad agrícola.
Su desarrollo se vio propicidado por la creciente demanda de grano y la subsiguiente rentabilidad de su exportación, tanto a Europa Occidental como dentro de la mancomunidad. Esto supuso un cambio en la utilidad económica de los siervos, que eran más rentables en folwarks que cultivando tierras y pagando impuestos y alquiler, por lo que se trató de impulsar el modelo. Llegó a ser una parte importante de la economía de la Mancomunidad de Polonia-Lituania.
Fue una de las primeras instituciones postfeudales, basadas en el uso de tierra que pertenecía a un señor feudal pero que no estaba alquilada a campesinos por lo que podía ser trabajado por empleados o criados. Los campesinos debían trabajar en las parcelas alquiladas al señor, pero además tenían obligaciones de pagar corvea u otros impuestos en trabajo para el señor en su folwark, originalmente unos cuantos días por año. Del siglo XVI en adelante, la cantidad de este trabajo obligatorio fue aumentando radicalmente y la szlachta promovió legislación para impedir que los siervos abandonaran los feudos. Los campesinos originalmente libres tendieron a caer en la servidumbre, llegándose a casos de explotación y dependencia extremas, llamados en Polonia como wtórne poddaństwo (servidumbre secundaria). Sus señores se volvieron económicamente dependientes del trabajo en los folwark para poder exportar en los mercados de grano europeos.
En Polonia la servidumbre fue regulada (y aumentada) por el Privilegio de Piotrków (1388) y el Privilegio de Toruń (1520) (era habitual que, en el marco de la libertad dorada, la nobleza pudiera ampliar sus derechos a cambio de apoyar a nuevos reyes). Con la caída de precios agrícolas del final del siglo XVII, los folwark entraron en crisis, y los intentos de la szlachta de aumentar la producción de sus folwarks (normalmente apropiándose tierras villanas y reclamando más días de trabajo de los siervos) solo empeoraron la crisis económica y la pobreza de los campesinos.
En Lituania la servidumbre fue plenamente establecida durante la reforma valaca de mediados del siglo XVI.
Para finales del siglo XVIII, los folwarks eran la base del poder económico y político de la szlachta. Después de la abolición de la servidumbre en Polonia, los folwarks pasaron a utilizar trabajo asalariado.
Los folwarks fueron abolidos por la República Popular de Polonia mediante un decreto del Gobierno de Lublin de 6 de septiembre de 1944, dada la preocupación por la reforma agrícola. Después del fin de la Segunda Guerra Mundial, los folwarks fueron nacionalizados, resultando empresas rurales colectivas paraestatales (Państwowe Gospodarstwo Rolne) o repartidas, normalmente con bajas o nulas compensaciones a sus dueños.

## Importancia económica
Los folwarks eran la principal fuente de agricultura intensiva y por tanto los principales generadores de grano. La demanda interna en Polonia (y tierras supeditadas, como Prusia) en 1560–70 se estima en 113.000 toneladas de trigo (226.000 łaszts, con un łaszt siendo una unidad de volumen a granel que rondaba la media tonelada de peso). La producción anual rondaba las 120.000 toneladas, lo que supone que 6% de la producción era para exportación. Como comparación, un 19% era destinado a las ciudades del reino, deficitarias en productos agrícolas, y el resto era autoconsumido en las zonas rurales productoras.

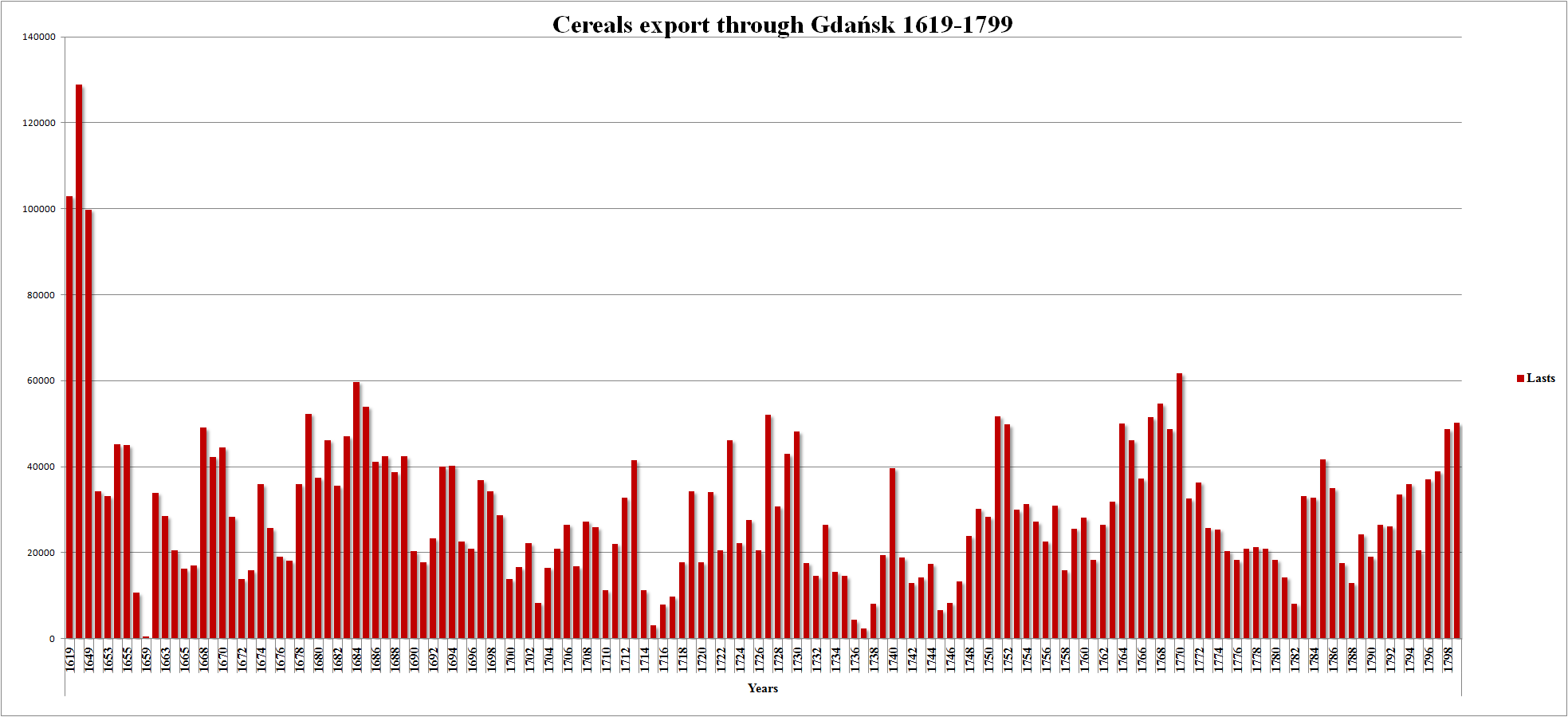
Exportación de cereales por año a través del puerto de Gdańsk en el periodo 1619–1799

Pese a ese papel aparentemente menor, la mancomunidad polaco-lituana tuvo un papel significativo como exportador de grano a Europa Occidental a lo largo del siglo XVI. El trigo, junto a bueyes y pieles suponía el 90% de las exportaciones del país y era fundamentalmente producido para la exportación mediante el sistema de folwarks, siendo posteriormente transportado por tierra y navegación. Para el resto de Europa, Polonia tenía un papel clave como suministrador de grano, especialmente en épocas de carestía local o malas cosechas.
Los dueños de los folwark solían tener contratos con mercaderes de Gdańsk, que era el destino del 80% de los tráficos internos antes de servir como principal puerto de exportación en el mar Báltico. El trayecto hasta Gdańsk (o sus competidores) solía ser fluvial a través de los ríos Vístula, Pilica, Bug, San, Nida, Wieprz o Neman. Estos ríos tenían una infraestructura fluvial altamente desarrollada que incluía puertos fluviales y graneros. La mayoría de los ríos discurrían hacia el norte, haciendo los tráficos de vuelta menos rentables y llegándose al caso de que se vendieran los barcos en Gdańsk para ser desguazados. Desde Gdańsk los barcos solían marchar a los Países Bajos y Flandes, donde el vorland con los puertos de destino más habituales era Amberes y Ámsterdam.